# Brucknerallee 137 (Mönchengladbach)

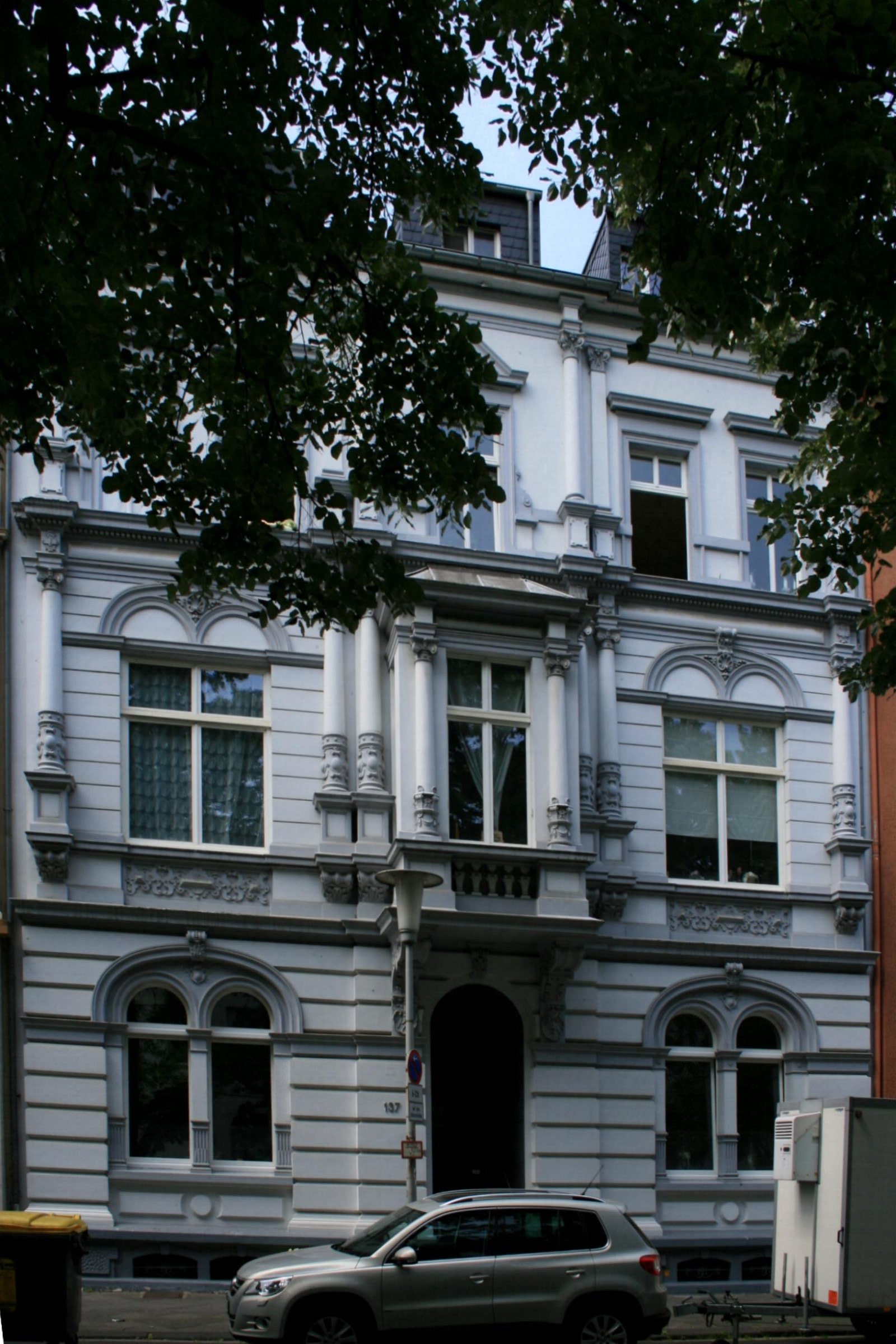
Wohnhaus (2010)

Das Wohnhaus Brucknerallee 137 steht im Stadtteil Grenzlandstadion in Mönchengladbach (Nordrhein-Westfalen).
Das Gebäude wurde 1892 erbaut. Es ist unter Nr. B 094 am 2. März 1989 in die Denkmalliste der Stadt Mönchengladbach eingetragen worden.

## Architektur
Dieses ursprünglich als Einfamilienhaus genutzte, großbürgerliche historische Wohnhaus bildet das einzige, in der Fassade beinahe komplett erhaltene Denkmal der ursprünglichen Bebauung an diesem Abschnitt der Brucknerallee.
1892 wurde das Wohnhaus von dem bekannten Rheydter Architekten Peter Bongartz errichtet. Das Haus entstand als Mittelteil einer prächtigen Drei-Häuser-Anlage, wobei die flankierenden Häuser in der Fassadengestaltung symmetrisch aufeinander bezogen wurden.